# Guido Possa
Guido Possa (Milano, 15 gennaio 1937) è un ingegnere, dirigente d'azienda e politico italiano.

## Biografia
Laureato in ingegneria meccanica nucleare presso il Politecnico di Milano, dal 1961 ha prestato la sua attività presso il CISE (un centro di ricerche industriali, di proprietà dell'Enel, dedicato alle centrali nucleari e termoelettriche), come ricercatore, responsabile di divisione di ricerca, direttore del settore ricerca e sviluppo della società.
Dal 1988 al 1995 ha lavorato presso Fininvest, prima come responsabile della segreteria di Presidenza, poi come direttore del settore sviluppo. È stato docente in controllo dei reattori nucleari del Politecnico di Milano, è autore e coautore di alcuni brevetti per invenzione industriale e di oltre 70 pubblicazioni in materia di controllo e sicurezza dei reattori nucleari, di nuove tecniche di controllo non distruttive e di sorveglianza in linea di componenti d'impianto.

### Attività politica

#### Elezione a deputato
Dopo aver aderito a Forza Italia, la sua esperienza politica inizia nel 1996, con l'elezione alla Camera dei deputati in un collegio di Milano, facendo parte della V Commissione permanente (bilancio, tesoro e programmazione) come capogruppo per FI. Ricopre i ruoli di responsabile del centro nazionale Club e del settore Energia del partito.
Rieletto deputato alle elezioni del 2001, viene chiamato da Silvio Berlusconi a ricoprire l'incarico di viceministro dell'istruzione, università e della ricerca per il suo nuovo governo. Verrà poi riconfermato dal successivo governo in carica dall'aprile 2005.

#### Elezione a senatore
Alle elezioni politiche del 2006 viene eletto al Senato della Repubblica, nelle liste di Forza Italia nella circoscrizione Lombardia.
Alle elezioni politiche del 2008 viene rieletto senatore, nelle liste del Popolo della Libertà.
Nella XVI legislatura è stato Presidente della VII Commissione permanente Cultura del Senato della Repubblica.
Dopo 17 anni trascorsi in Parlamento, non si ricandida più nel 2013.

## Curiosità
Padre di 4 figli, Guido Possa fu compagno di classe di Silvio Berlusconi dal 1947 al 1955 presso l'Istituto salesiano Sant'Ambrogio di via Copernico a Milano.